# Nebo
«Nebo» — пісня хорватської співачки Ніни Бадрич, з якою вона представляла Хорватію на пісенному конкурсі Євробачення 2012 в Баку. За результатами другого півфіналу, який відбувся 24 травня, композиція не пройшла до фіналу.